# 菲利普·米兰诺夫
菲利普·米兰诺夫（Philip Milanov，1991年7月6日—）是一名比利时铁饼运动员，他是五届比利时冠军和2015年夏季世界大學運動會田徑比賽男子铁饼冠军（64.15米），以及2015年世界田径锦标赛银牌（66.90米）得主。

## 外部連結
- 菲利普·米兰诺夫在的頁面